# Свети Николай (Търговище)
Вижте пояснителната страница за други значения на Свети Никола.
„Свети Николай“ или „Свети Никола“ е възрожденска православна църква в белоградчишкото село Търговище, западната част на България. Част е от Видинската епархия на Българската православна църква – Българска патриаршия. Обявена е за паметник на културата от национално значение.

## Архитектура
Църквата „Свети Николай“ е разположена в историческия център на село Търговище, на възвишение над терасата на Чупренска река, в обособен имот с площ около 900 квадратни метра, ограден с ограда от каменна зидария с дебелина 50 – 70 сантиметра и височина 150 – 170 сантиметра. След първоначалното изграждане на църквата в оградата е обособен нов вход, а впоследствие в двора са построени трапезария и отделностояща камбанария.
Църквата представлява трикорабна базилика с външни размери 11,00 × 17,90 m и три апсиди на северната, източната и южната стена. Външните носещи стени са от каменна зидария с дебелина 120 – 130 сантиметра. Във вътрешността са разположени два реда с по четири кръгли каменни колони, съставени от три дяла с постамент и капител, които според някои сведения са доставени готови от Цариград. В надлъжно направление колоните са свързани с арки с дървени обтегачи. Таванът на трите кораба е изпълнен със сводове от тухлена зидария, като този на средния кораб е по-висок от съседните. Над сводовете е развита дървена конструкция на общ за трите кораба двускатен покрив, покрит с керемиди, а апсидите имат самостоятелни покриви на по-ниско ниво.
Сградата има забележителни красиви каменни релефи по рамките на прозорците и вратите, главно по южната и източната фасада, представляващи стилизирани с богато въображение растителни, животински и човешки фигури. В релеф на ключовия камък на прозореца на източната апсида е изобразен пандурин със силно уголемена глава и ръце, вдигнати към две слънца над главата му, а над южната врата – подобна фигура, държаща сабя и боздуган. Интериорът е пестелив – стените и сводовете са измазани с бяла варова мазилка, като само централният свод е изписан, вероятно в периода 1901 – 1912 година. Строителят Дядо Камен е автор и на резбования иконостас. В църквата има голяма икона и една малка целувателна икона, дело на Аврам Дичов.

## История
Църквата е построена в 1870 – 1872 година от майстор Дядо Камен от Трънско на мястото на по-стара значително по-малка постройка след издаден от правителството в Цариград ферман. Средствата за строежа са събирани в продължение на пет години от жителите на селото. При строежа е използван каменен материал от развалините на античната кула в местността „Соколова чука“, както и червен пясъчник от новоразработена кариера в местността „Пешчаница“. Камъните за зидарията са дообработвани на мястото на строежа, където са изработени и релефите. Църквата е осветена през 1873 година от епископ Кирил Белоградчишки.
Църквата „Свети Николай“ е изследвана през 1956 година при експедиция, ръководена от Асен Василиев и с участието на архитект Георги Стойков. През 1973 година е обявена за архитектурно-художествен паметник на културата с национално значение.
С постепенното обезлюдяване на селото от средата на XX век редовното богослужение в църквата е преустановено. Поставената в камбанарията камбана, доставена от Русия, е открадната в края на XX век, заедно с църковната утвар и част от интериора. В конструкцията има образувани пукнатини, а иконостасът е неподдържан и застрашен от органични повреди.